# 俄罗斯芭蕾舞团
俄罗斯芭蕾舞团（法語： 法語：[balɛ ʁys]）是1909年由谢尔盖·狄亚基列夫创立于巴黎的一个芭蕾舞团，1909年至1929年间在欧洲及南北美巡回演出。虽然叫做“俄罗斯芭蕾舞团”，但实际上它从来都没有在苏俄演出过。它是20世纪最有影响力的芭蕾舞团之一，斯特拉文斯基、德彪西、普罗科菲耶夫和莫里斯·拉威尔都曾为它写作作品。

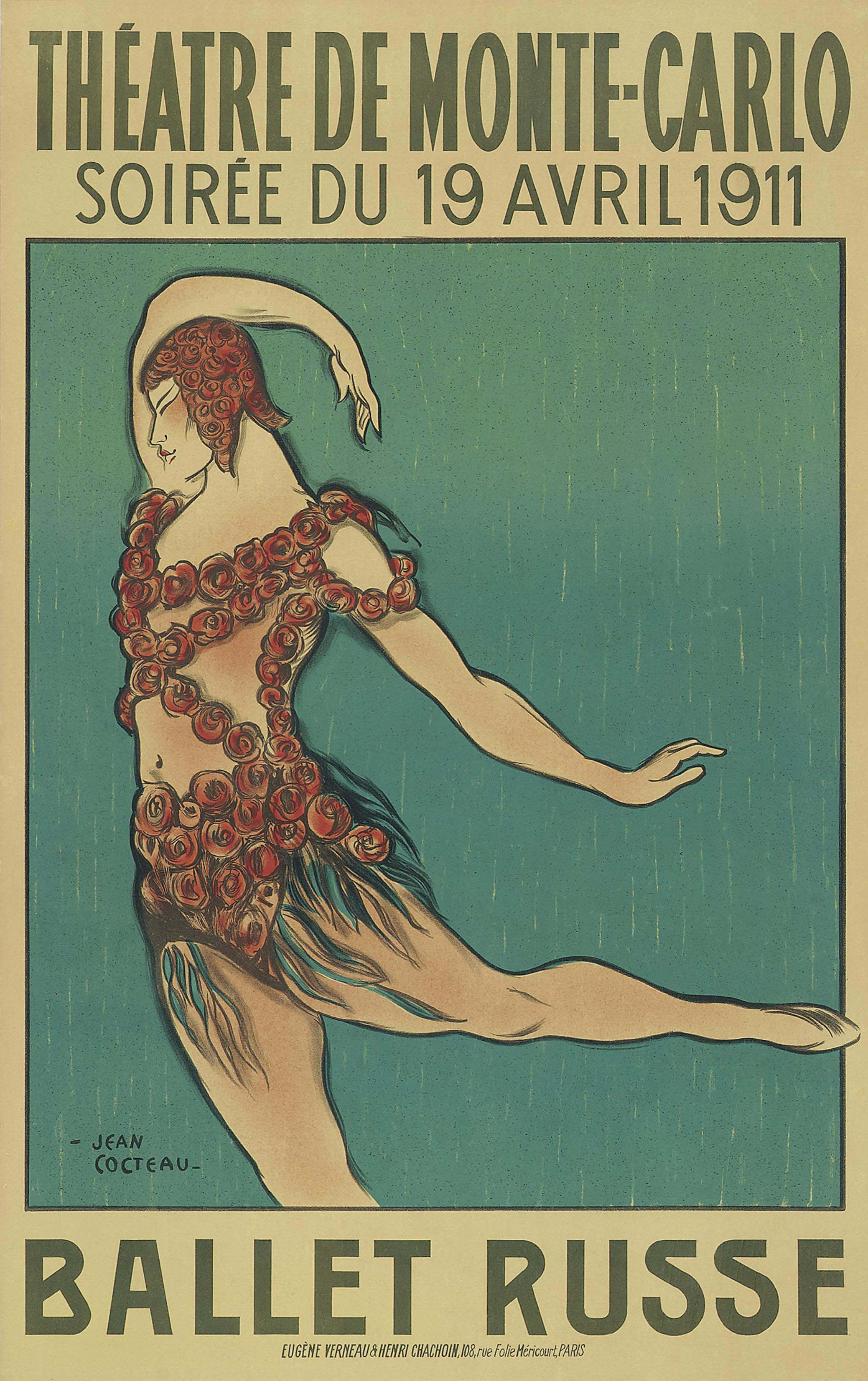
1911年巴黎演出海报，上面的人物是瓦斯拉夫·尼金斯基

狄亚基列夫在1929年去世，芭蕾舞团欠下大量债务，加上大萧条爆发，舞团解散。1931年瓦西里·德·巴兹尔（Wassily de Basil）和雷内·布鲁姆（René Blum，蒙特卡洛歌剧院的芭蕾指导）成立了蒙特卡洛俄罗斯芭蕾舞团（Ballets Russes de Monte-Carlo，后来的Ballet Russe de Monte-Carlo），1932年首演。两人后来产生矛盾，巴兹尔自己又创办了巴兹尔上校俄罗斯芭蕾舞团（Ballets Russes de Colonel W. de Basil，后来的Original Ballet Russe）。两家舞团分别在1968年和1947年倒闭。

## 委託創作
受俄羅斯芭蕾舞團的委託而特別寫作的作品包括：
- 拉威爾《達夫尼與克羅伊》，1912年
- 史特拉汶斯基《火鳥》、《彼得鲁什卡》、《春之祭》